# Dehors (album)
Pour les articles homonymes, voir Dehors.
Albums de Mano Solo
Internationale Sha la la Live au Tourtour
(1999) La Marche (Album live)
(2002)
Dehors est le 4e album de Mano Solo sorti en 2000.
Enregistré pour les pistes avec orchestre à Chalon sur Sâone avec l'Harmonie Lyre des Charreaux sous la direction de Christian Villeboeuf.

## Liste des chansons
| No  | Titre                      | Durée |
| --- | -------------------------- | ----- |
| 1.  | Des pays                   | 5:38  |
| 2.  | Je taille ma route         | 3:57  |
| 3.  | El mungo                   | 3:31  |
| 4.  | Pour gagner                | 4:51  |
| 5.  | Les Gitans                 | 4:49  |
| 6.  | Là-bas                     | 3:02  |
| 7.  | Les Habitants du feu rouge | 3:41  |
| 8.  | Canal du Midi              | 2:04  |
| 9.  | Le Périph                  | 2:18  |
| 10. | Soif de la vie             | 4:01  |
| 11. | Les Hommes seuls           | 4:15  |
| 12. | Métro                      | 2:43  |
| 13. | Les Enfants rouges         | 3:55  |